# 生姜焼き
生姜焼き（しょうがやき）とは、ショウガの汁を加えた醤油とみりん、砂糖などをベースにしたタレに漬けた肉を焼いた日本料理。豚肉を基本とするレシピであり、単に生姜焼きと言えば「豚の生姜焼き」を意味する。
和製英語ではポークジンジャーとも呼ばれるが、これは厚みのあるロース肉を用い、洋風の味つけを施したソテータイプの肉料理を指すことが多い。英語ではginger fried porkと表記される。
ショウガの香りが肉の臭みや油臭さを軽減し、ショウガに含まれる特有の辛味が食欲を呼ぶため、夏バテ時などのショウガによるジンゲロン補給、および豚肉によるビタミンB群補給に適した料理といえる。
短時間で簡単に作れるため、家庭でもよく作られる。ショウガ味のソースはステーキ、ハンバーグなどに応用される例もある。

## 歴史
豚肉の獣臭さを抑えるために生姜が利用されたことから生まれたと考えられている。しかし昭和時代に至るまでは、生姜焼きは焼肉と似た存在であり、豚肉を生姜醤油で焼き上げる前者と、牛肉をニンニク醤油で焼く後者という認識しか持たれてはいなかった。また、家庭料理の色彩も色濃く、店で供される料理との意識は薄かった。
1913年に東大教授・田中宏によってまとめられた『田中式豚肉調理二百種』には、「生姜炒（しょうがいり）」の名でこの料理のレシピが掲載されており、すでに生姜焼きがあったことが窺われる。
商業的に生姜焼きを広めた例は、東京・銀座の居酒屋「銭形」が昭和20年代に、出前注文に対応しやすい素早く大量に作れる肉料理として開発されたものが起源と見なされている。鉄板焼き店「紅花」で修行した主人による調理法では、切り落としの細切れ肉を使用し、タレにはショウガ・醤油・みりん・日本酒のほかタマネギを用いていた。その成功以後、仕出し弁当のおかずや食堂などから次第に、生姜焼きは外食のメニューとして認められていった。
昭和時代までは関東地方周辺のローカルメニューであったが、全国チェーンの外食産業の発達に伴い、現在は全国的に定番の豚肉料理となっている。

## 作り方
「豚のしょうが焼き」と呼ばれるメニューは、上述した細切れ豚肉のタマネギ炒めと、薄切り豚肉のタレ焼きの2つに大別される。
前者の場合は、タレに和えたタマネギと豚肉の細切れを中華鍋やフライパンで炒める。
後者の場合は、タレをまぶした豚肉を鉄板やグリルで一枚ずつ焼く。厚みのある肉を使用する場合は、タレにしばらく漬け込んだ後に焼く。砂糖をタレに最初から入れておくと焦げやすいので、肉をある程度焼いてから砂糖をふりかけた方がきれいに仕上がる。下味用の漬けダレと仕上げに絡める甘ダレを分けて用いるレシピもある。
タレには、みりんや蜂蜜で甘みをつけることがあるほか、リンゴなどの果物をすりおろしたものを加えてもよい。特に生のパイナップルやパパイヤの汁を加えると、これらに含まれるブロメラインやパパインなどの酵素の作用で肉質が柔らかくなり、食べやすくなる。付け合わせはキャベツの繊切りなどが一般的である。